# عبدالسلام جلود
عبدالسلام جلود (زاده ۱۵ دسامبر ۱۹۴۴) شخص دوم کشور در دوران معمر قذافی و نخست‌وزیر لیبی از سال ۱۹۷۲ تا ۱۹۷۷ بود. ضمناً وزیر دارایی لیبی از سال ۱۹۷۰ تا ۱۹۷۲ بود. وی در ۱۵ دسامبر ۱۹۴۴ در مزده متولد شد.

## نقش در انقلاب لیبی
در سال ۱۹۶۱ در سن هفده سالگی با معمر قذافی آشنا شد و نهضتی زیر زمینی را تشکیل دادند که بعد از ورود این دو به ارتش به تشکیلات افسران آزاد منجر شد. بیشتر جلسات این تشکیلات زیرزمینی در خانه جلود در تریپولی برگزار می‌شد. لیبی پس از جنگ جهانی دوم موفق به کسب استقلال از ایتالیا گردید و ملک ادریس بر آن حکومت می‌کرد. در اول سپتامبر ۱۹۶۹ هنگامی که ملک ادریس پادشاه لیبی در خارج از کشور بود تشکیلات افسران آزاد برهبری معمر قذافی که در آن هنگام ۳۳ ساله بود با یک کودتا حکومت پادشاهی ملک ادریس را سرنگون و اعلام جمهوری کرد. عبدالسلام جلود در این کودتا دست راست قذافی در شورای انقلاب و مورد اعتماد او بود و بعد از قذافی مرد مقتدر لیبی گردید. این انقلاب مهمترین حادثه پایانی دهه شصت بود.

## سیاست
سرگرد عبدالسلام جلود بعد از کودتا علیه ملک ادریس مشاور قذافی و معاون شورای انقلاب لیبی بود. وی شخص دوم لیبی بعد از معمر قذافی بود. از ۱۹۷۰ تا ۱۹۷۲ سمت وزارت دارایی در دولت قذافی را بر عهده داشت. در این سمت او بر بخش نفت که ۹۶ درصد درآمد لیبی را تشکیل می‌داد نظارت داشت و در سپتامبر ۱۹۷۰ به شرکتهایی که در لیبی کار می‌کردند فشار آورد تا قیمت نفت را بالا ببرند و در پی آن سایر تولیدکنندگان قیمت نفت را افزایش دادند که همین موجب افزایش قیمتهای نفت سالهای ۱۹۷۰ شد. در همین سال جلود موفق شد که طی مذاکراتی پایگاه‌های نظامی آمریکا و انگلیس را از لیبی برچینند. عبدالسلام جلود از ژوئیه ۱۹۷۲ تا ۲ مارس ۱۹۷۷ نخست‌وزیر معمر قذافی شد.

## کناره‌گیری از دولت قذافی
جلود بعد از چند مورد اختلافی که با معمر قذافی پیدا کرد در سال ۱۹۹۲ از کارهای سیاسی کناره گرفت و از صحنه سیاسی لیبی ناپدید گردید. او در ۱۹ اوت ۲۰۱۱ در هنگامه جنگ داخلی لیبی به نیروهای شورشی علیه قذافی پیوست و به اروپا رفت.